# Chiesa di San Nicola da Tolentino (Napoli)
La chiesa di San Nicola da Tolentino è un luogo di culto cattolico di Napoli ubicato ai Gradini San Nicola da Tolentino, presso corso Vittorio Emanuele, nella zona panoramica della città

## Storia
La chiesa venne fondata nel 1618 nella zona dove si trovava uno dei palazzi del Regio Consigliere Scipione De Curtis che egli stesso provvide a donare all'ordine degli Agostiniani per la costruzione di un'infermeria.
Dopo la rovinosa eruzione del Vesuvio del 1631, che costrinse i frati a spostarsi da Resina, vi si trasferì il noviziato dell'ordine e l'intero complesso ebbe un notevole sviluppo, prima di essere evacuato nel decennio francese per l'espulsione dei frati.
Il monastero fu quindi dato in gestione prima ai monaci di San Martino e, successivamente, ai padri Vincenziani della Missione; questi ultimi presero possesso dell'edificio nel 1836, venendo a loro volta espulsi nel 1860 per poi rientrarvi ai primi anni del Novecento.

## Descrizione

### Esterno
All'esterno, una scalinata molto scenografica conduce all'atrio della chiesa, che si trova subito dopo una prima rampa di scale e che un tempo era aperto, a mo' di loggiato, sul panorama antistante tramite una serie di archi che tuttavia in seguito furono murati.
Una serie di iscrizioni marmoree indicano la venerazione di Nostra Signora di Lourdes molto presente negli anni in questa chiesa come testimoniano i numerosi ex voto ivi presenti; il culto alla Madonna di Lourdes sarebbe stato molto precoce a Napoli e risalirebbe al 1873.

### Interno
L'interno, testimone di una serie di interventi di restauro e di rifacimento subiti dalla chiesa (tra i più incisivi sicuramente quello effettuato da Domenico Antonio Vaccaro nel Settecento), presenta numerosi stucchi e un pavimento di marmo bianco.
Anche l'altare maggiore, attribuito al Granucci, e quelli delle cappelle laterali del XVIII secolo sono di fattura marmorea, mentre dello stesso periodo sono: nella prima cappella a destra, il dipinto di Giuseppe Castellano San Giuseppe col Bambino e i Santi Gennaro ed Elmo e, nella prima cappella a sinistra, due tele di Giuseppe Simonelli poste ai lati di un crocifisso ligneo seicentesco.
Altro importante intervento sulla chiese si ebbe nel XIX secolo con una serie di affreschi sulla volta (1890) per mano di Vincenzo Galloppi, che si occupò anche di decorare l'abside con uno stile pittorico di gusto orientale simile a quello di Domenico Morelli.
Le pareti del presbiterio sono invece affrescate da Saverio Altamura e Bernardo Hay con soggetti inerenti alla Vergine di Lourdes e le relative apparizioni; sulla sinistra dell'abside fu realizzata, nel 1875, una riproduzione della grotta di Lourdes, frequentata anche dal medico san Giuseppe Moscati, che fece apporre una targa marmorea, tuttora visibile, in segno di gratitudine alla Vergine.
In alcune stanze dell' ex monastero vi sono parecchie tele seicentesche sicuramente provenienti dalla chiesa e che furono staccate quando venne modificata e ridecorata alla fine del XIX secolo in onore alla Madonna di Lourdes. La più pregevole è un'Assunzione di Maria di Giuseppe Simonelli, uno dei migliori allievi di Luca Giordano, alla cui scuola appartiene la maggior parte di questi dipinti praticamente inediti.

### Organo a canne
A ridosso della parete fondale dell'abside, alle spalle dell'altare maggiore, si trova l'organo a canne, costruito dalla ditta organaria cremonese Rotelli-Varesi nel 1958.
Lo strumento è a trasmissione elettro-pneumatica, con consolle indipendente nel presbiterio avente due tastiere di 61 note ciascuna e pedaliera concavo-radiale di 32 note.

## Galleria d'immagini

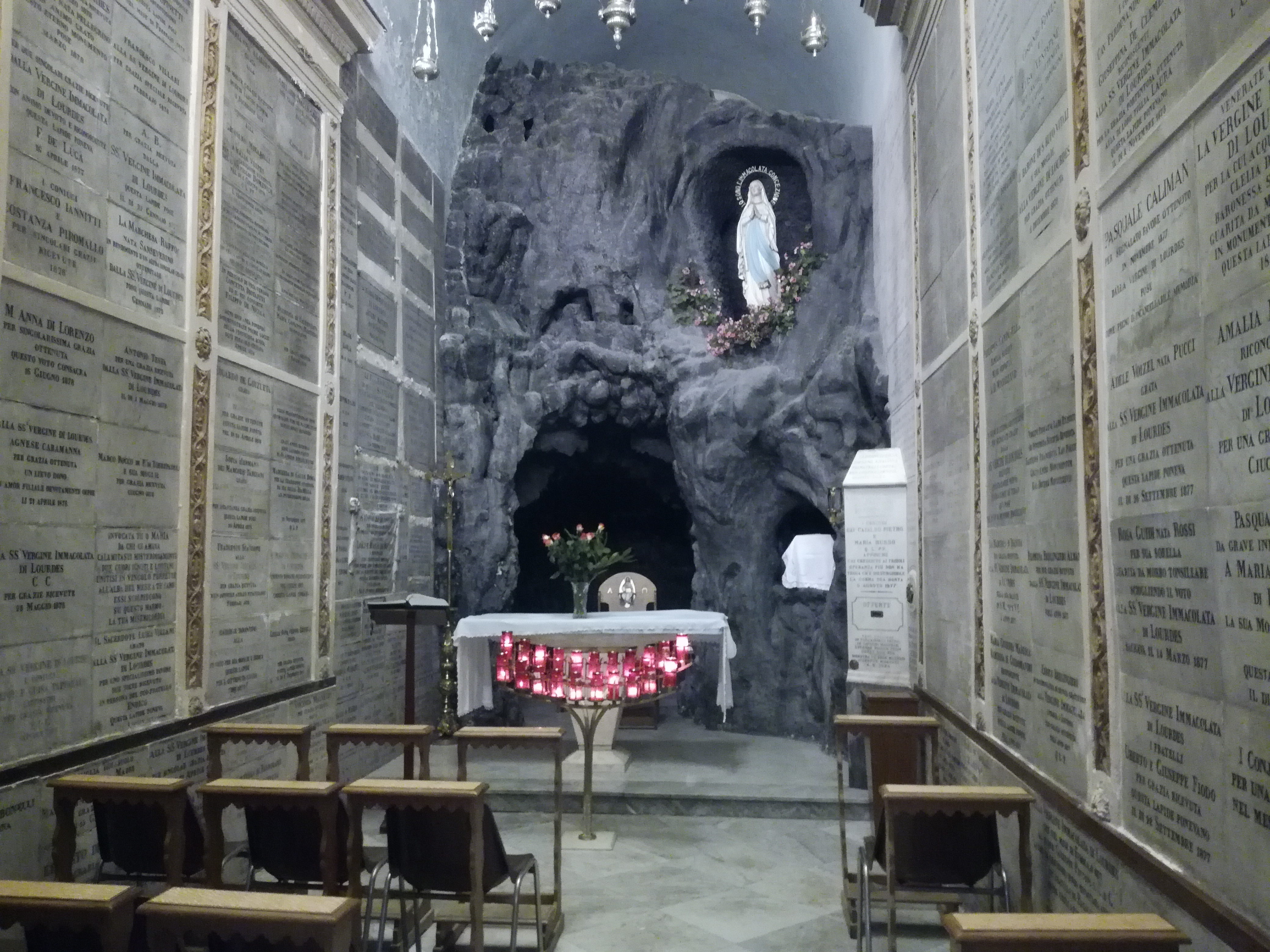
Grotta di Lourdes
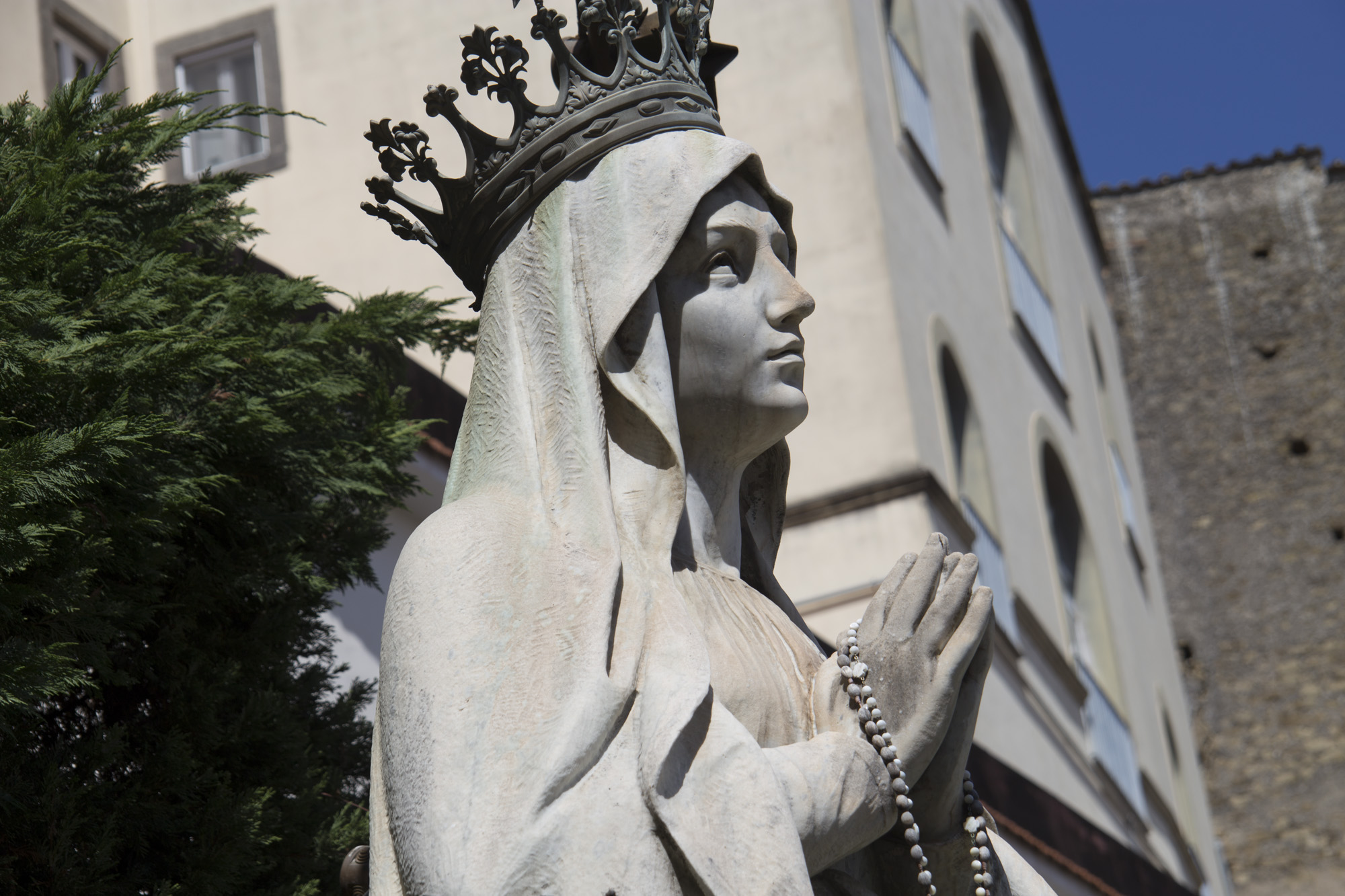
Il volto della statua della Madonna Immacolata di Lourdes sulla cima della scalinata del Santuario.